# Trajano (patrício)
Trajano (em latim: Traianus) foi um oficial bizantino do século VI, ativo no reinado do imperador Justino II (r. 565–578).

## Vida

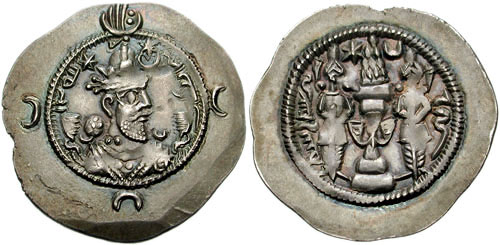
Dracma de r.

Trajano aparece em 575, quando é descrito por Menandro e Evágrio como um distinto membro do senado, patrício e questor do palácio sagrado. Nesse ano, participou, ao lado de Zacarias, de uma embaixada enviada no final de 574 ao Império Sassânida. Foram enviados pelo césar Tibério para conseguir uma trégua de três anos. Os persas queriam uma trégua de cinco e um pagamento anual, porém após discutirem com Tibério e com a eclosão da guerra no Oriente, negociaram uma trégua de três anos, com pagamento anual, mas que foi aplicada só ao Oriente e não à Armênia. Pouco depois, Tibério enviou Teodoro à corte persa de Ctesifonte para agradecer o xá Cosroes I (r. 531–579) pela boa recepção de Trajano.